# Plectrocnemiella dubitans
Plectrocnemiella dubitans är en nattsländeart som beskrevs av Martin E. Mosely 1934. Plectrocnemiella dubitans ingår i släktet Plectrocnemiella och familjen fångstnätnattsländor. Inga underarter finns listade i Catalogue of Life.